# Пласа-Уинкуль
Пласа-Уинкуль (исп. Plaza Huincul) — город и муниципалитет в департаменте Конфлуэнсия провинции Неукен (Аргентина).

## История
В 1920-х годах в местной пустыне началась добыча нефти и здесь возник посёлок нефтяников. В 1966 году он получил статус города.